# Big Park
Big Park é uma Região censo-designada localizada no estado americano de Arizona, no Condado de Yavapai.

## Demografia
Segundo o censo americano de 2000, a sua população era de 5245 habitantes.

## Geografia
De acordo com o United States Census Bureau tem uma área de 
11,8 km², dos quais 11,8 km² cobertos por terra e 0,0 km² cobertos por água.

## Localidades na vizinhança
O diagrama seguinte representa as localidades num raio de 24 km ao redor de Big Park. 